# الگا بودینا
اُلگا بودینا (روسی: О́льга Бу́дина؛ زادهٔ ۲۲ فوریهٔ ۱۹۷۵) هنرپیشه تئاتر و سینما اهل کشور روسیه است.
از فیلم‌ها یا برنامه‌های تلویزیونی که وی در آن نقش داشته‌است می‌توان به ابله اشاره کرد.
او یک فرزند پسر دارد.